# مجلة الحساسية
مجلة الحساسية هي مجلة طبية شهرية يراجعها الناس تغطي مجال الحساسية والمناعة يقوم John Wiley Sons بنشرها نيابة عن الأكاديمية الأوروبية لأمراض الحساسية والمناعة السريرية . ينشر كل من المقالات والمراجعات الأصلية. Cezmi Akdis هو رئيس التحرير ( جامعة زيورخ ). وفقًا لتقارير المقتبسة من المجلة فإن للجريدة عامل تأثير لعام 2018 يبلغ 6.771.
تأسست مجلة Allergy على يد أرسنت ب. سالين تحت اسم Acta Allergologica ونُشرت لأول مرة بواسطة إينر مونكسغارد عام 1948. كان سالين أول رئيس تحرير للمجلة، وساعده في البداية إيجون بروهن. وتولى المنصب بعده جونار بنديكسن (1970–1992)، ثم جونار س. يوهانسون (1993–2002)، وجان بوسكيه (2003–2009)، وتوماس بيبر، وهانز-أوي سيمون (2010–2017). أما رئيس التحرير الحالي فهو سيزمي أكديس، الذي يتولى المنصب منذ مارس 2018 وحتى الآن.

## روابط خارجية
- الموقع الرسمي